# Π Павича
π Павича (HD 165040) — хімічно пекулярна зоря спектрального класу A3, що має видиму зоряну величину в смузі V приблизно 4,3.
Вона розташована на відстані близько 138 світлових років від Сонця.

## Пекулярний хімічний склад
Зоряна атмосфера HD165040 має підвищений вміст стронцію (Sr).